# 中国人民解放軍陸軍航空兵
中国人民解放軍陸軍航空兵(ちゅうごくじんみんかいほうぐん-りくぐんこうくうへい)は、中国人民解放軍陸軍の十種の兵科（簡：兵种）のうちの一つ。
攻撃ヘリコプター、輸送ヘリコプター、多用途ヘリコプター、その他の各種回転翼機並びに中型および小型の固定翼機を運用し、空中機動、空中強襲および航空支援の能力を有する。その他の陸軍兵種の地上作戦の航空支援と空中機動作戦を遂行する。

## 歴史
- 1956年：中国はソ連からレシプロ多用途ヘリコプターMi-4のライセンス生産に合意。その後、中国ではこれをZ-5と称し製造を行った。
- 1958年初めに最初のZ-5の試作品が完成する[1]。
- 1966年：ガスタービン多用途ヘリコプターZ-6の設計を開始。初の国産ヘリコプターとなる予定であったが、数機が生産されるにとどまり最終的に技術上の問題により量産体制に移ることができなかった[1]。
- 1986年12月：総参謀部の兵種部の下、陸軍の航空戦力を担当する陸航局を設立する。後に他の地上部隊および空軍から多くの士官を編入させ、陸軍航空兵の行政組織として活動を開始する。
- 1987年：フランスとガスタービン多用途ヘリコプターSA-342ガゼルを合計8機購入することに合意する。また推定250発の対戦車ミサイルHOT-2の購入にも合意する。翌1988年より同ヘリコプターおよび同ミサイルの導入が開始された[2]。
- 1995年：陸航局は兵種部から分離し陸航部となり再び二級部に格上げされる。
- 1999年6月：陸軍航空兵学院が開学する。
- 2009年初頭：ミリタリーバランス2009年版で、これまで陸軍航空部隊は大軍区直轄独立連隊の数が8個（訓練部隊を除く）で維持されてきたが、このうち5個の連隊が集団軍直轄独立連隊となった事が記されている。
- 2010年初頭：ミリタリーバランス2010年版で、蘭州軍区の新疆軍区直轄の部隊として初めて旅団規模の陸軍航空部隊が1個設けられたことが確認できる。また残りの大軍区直轄独立連隊も集団軍直轄に編入されたことが確認できる。
- 2013年初頭：ミリタリーバランス2013年版で、集団軍直轄の5個の独立連隊が旅団に改編されたことが確認できる。その後残りの連隊も漸進的に旅団に改編され実動部隊はすべて旅団規模となったことが、ミリタリーバランス2017年版で確認できる。

## 機関
- 陸軍参謀部
  - 陸航局
  - 訓練局
- 陸軍航空兵学院

## 部隊
"military balance 2020"によると、陸軍航空兵の兵力に関し実戦部隊は2個空中強襲旅団、12個陸軍航空旅団、1個混成陸軍航空旅団（ヘリコプターに加え固定翼機を運用する部隊。）からなり、訓練部隊は4個陸軍航空連隊からなるとしている。陸軍航空旅団と空中強襲旅団は、13個の集団軍並びに新疆軍区と西蔵軍区にそれぞれ1個配置されている。各旅団には航空兵部隊のほか航空施設の施設運営部隊、装備の整備部隊が含まれる。
非公式筋によると各旅団の麾下に、増強中の西蔵陸軍航空旅団を除き、4個から5個の航空大隊が確認されている。各航空大隊の航空機の定数はおよそ12機と考えられている。
空中強襲旅団（簡：空中突击旅、英：air assult brigade）は、軽型混成旅団（簡：軽型合成旅、英：light combined-arms brigade）に該当し、最大5000名の兵員を有する。空中強襲旅団は、陸軍の戦力投射能力において極めて重要な枠割を果たし、一連の訓練シナリオに参加し戦術目標に歩兵部隊を迅速に投入することができたと報告されている。新しいZ-20中型輸送ヘリコプターの配備は、空中強襲旅団および陸軍航空旅団に迅速な空中輸送と長距離投入のための新しい能力を提供するだろうと指摘している。
無人機部隊はおそらく空中強襲旅団および陸軍航空旅団以外の混成旅団の麾下の無人機大隊として編成され、偵察および観測を行うことを目的としているものと考えられるが、SEAD任務の無人攻撃機ハーピーを保有しているとの情報もある。

### 東部戦区
- 第71集団軍
  - 第71陸軍航空旅団（泗県陳顧荘村）Z-8B, Z-9WZ, Z-19
  - 第71陸軍無人機大隊（徐州）BZK-006, BZK-007
- 第72集団軍
  - 第72陸軍航空旅団（江寧機場村）Mi-171, Mi-17-1V, Mi-17V-7, Z-9A, Z-9W, Z-9WA/WZ, Z-10A
  - 第72陸軍無人機大隊（不明） BZK-007
- 第73集団軍
  - 第73陸軍航空旅団（恵安螺城鎮）Mi-171E, Z-8B, Z-9WZ, Z-10A, Z-19
  - 第73陸軍無人機大隊（恵安螺城鎮） BZK-006, BZK-007

### 南部戦区
- 第74集団軍
  - 第74陸軍航空旅団（三水大寮）Mi-171, Z-9W, Z-9WZ, Z-10A
  - 第74陸軍無人機大隊（不明） BZK-006, BZK-007
- 第75集団軍
  - 第121陸軍空中強襲旅団（漵浦機坪村）Mi-171E, Z-8B, Z-10, Z-19, Z-20
  - 第75陸軍無人機大隊（不明） BZK-006, BZK-007

### 西部戦区
- 第76集団軍
  - 第76陸軍航空旅団（平川打拉池）Mi-17V-7, Mi-171E, Z-8G, Z-10, Z-19
  - 第76陸軍航空旅団分遣隊（夾江賀村）Mi-17
  - 第76陸軍無人機大隊（不明）CH-01
- 第77集団軍
  - 第77陸軍航空旅団（金牛鳳凰山）Mi-17V-7, Mi-171E, S-70C-2, Z-9WA, Z-10, Z-19, Z-20?
  - 第77陸軍航空旅団第1分遣隊（武侯太平寺）Mi-17V-7, Mi-171E, Z-9WA
  - 第77陸軍航空旅団分遣隊（ラサ城関）配備機種不明
  - 第77陸軍航空旅団第2分遣隊（ニンティ尼洋曲）Mi-17
  - 第77陸軍無人機大隊（不明）BZK-007
- 新疆軍区
  - 新疆陸軍航空旅団（昌吉五家渠）Mi-171E, Z-8G, Z-9WA, Z-10
  - 新疆陸軍航空旅団分遣隊（ガリ・ガル）Mi-171E
  - 新疆陸軍航空旅団分遣隊（疏勒バレン）Mi-171E
- 西蔵軍区
  - 西蔵陸軍航空旅団（トゥールン・デチェン柳梧）Mi-171E
- 訓練部隊
  - 陸軍航空飛行訓練基地第1連隊（翠屏菜壩）Mi-8, Z-9

### 北部戦区
- 第78集団軍
  - 第78陸軍航空旅団（白城洮北）Mi-17V-5, Mi-171, Z-9WZ, Z-19
  - 第78陸軍無人機大隊（不明）BZK-006, BZK-007
- 第79集団軍
  - 第79陸軍航空旅団（遼陽太子河）Mi-171, Mi-171E, Z-8B, Z-9W, Z-9WA, Z-10A, Z-19
  - 第79陸軍航空旅団分遣隊（鳳城大堡）Mi-171, Mi-171E, Z-8B, Z-9W, Z-9WA, Z-10A, Z-19
  - 第79陸軍無人機大隊（遼陽）BZK-006, BZK-007
- 第80集団軍
  - 第80陸軍航空旅団（聊城後屯） Mi-17V-5, Z-8A, Z-8B, Z-9W, Z-9WZ, Z-10A, Z-19

### 中部戦区
- 第81集団軍
  - 第81陸軍航空旅団（通州三間房）Y-7, Y-8, Y-9, Mi-171, Mi-171E, Mi-171E Salon, Mi-17V-5, Mi-17V-7Salon, Z-8G, Z-9WA, Z-10A, Z-19
  - 風雷飛行表演隊（通州三間房）Z-9WA, Z-10A, Z-19
  - 第81陸軍無人機大隊（不明）BZK-006, BZK-007
- 第82集団軍
  - 第82陸軍航空旅団（保定黄荘）Z-8B, Z-8G, Z-9, Z-9W, Z-9WA, Z-9(EW), Z-10, Z-19
  - 第82陸軍無人機大隊（不明）BZK-006, BZK-007
- 第83集団軍
  - 第161陸軍空中強襲旅団（新郷八里営）Mi-17, Mi-17V-5, Mi-171, Mi-171E, Z-8G, Z-9W, Z-9WA, Z-10A, Z-19, Z-20
  - 第83陸軍無人機大隊（不明）BZK-006, BZK-007
- 訓練部隊
  - 陸軍航空飛行訓練基地第2連隊（侯馬小賀）Z-11
  - 陸軍航空飛行訓練基地第2連隊（不明）Z-10
  - 陸軍航空飛行訓練基地第3連隊（堯都王荘）HC120, Z-11
  - 陸軍航空飛行訓練基地第4連隊（文水孝子渠）HC120, Z-11
  - 陸軍航空飛行訓練基地（楡陽小紀汗）Z-8G, Z-19

- 陸軍参謀部直轄訓練部隊
  - 陸軍航空兵学院（通州三間房）アルエートIII, Mi-8, Z-9
  - 部隊名不明（朱日和）
  - 部隊名不明（朱日和/兵舎）

## 装備

### 航空機
| 機体名   | 機体開発国     | 用途                   | 派生型                        | 配備数    | 備考                          |
| 固定翼機 | 固定翼機       | 固定翼機               | 固定翼機                      | 固定翼機  | 固定翼機                      |
| -------- | -------------- | ---------------------- | ----------------------------- | --------- | ----------------------------- |
| Y-8      | 中国           | 中型輸送機             | Y-8                           | 4         | アントノフAn-12コピー生産機。 |
| Y-9      | 中国           | 中型輸送機             | Y-9                           | 2         |                               |
| Y-7      | 中国           | 小型輸送機             | Y-7                           | 4         | アントノフAn-24コピー生産機。 |
| 回転翼機 |                |                        |                               |           |                               |
| Z-10     | 中国           | 攻撃ヘリコプター       | Z-10                          | 150       |                               |
| Z-19     | 中国           | 攻撃ヘリコプター       | Z-19                          | 120+      |                               |
| Mi-17    | ソビエト連邦   | 多用途ヘリコプター     | Mi-17Mi-17-1VMi-17V-5Mi-17V-7 | 2233825   |                               |
| SA341    | フランス       | 多用途ヘリコプター     | SA342L                        | 8         |                               |
| Z-9      | 中国           | 多用途ヘリコプター     | Z-9AZ-9WZ-9WAZ-9WZ            | 213110193 |                               |
| Z-8      | 中国           | 大型輸送ヘリコプター   | Z-8AZ-8B                      | 996       |                               |
| Mi-8     | ソビエト連邦   | 中型輸送ヘリコプター   | Mi-8T                         | 50        |                               |
| Mi-17    | ソビエト連邦   | 中型輸送ヘリコプター   | Mi-171                        | 140       |                               |
| S-70     | アメリカ合衆国 | 中型輸送ヘリコプター   | S-70C2                        | 19        |                               |
| Z-20     | 中国           | 中型輸送ヘリコプター   | Z-20                          | 12+       |                               |
| AS350    | フランス       | 小型輸送ヘリコプター   | Z-11                          | 53        |                               |
| H120     | 国際開発       | 小型輸送ヘリコプター   | HC120                         | 15        |                               |
| 無人機   |                |                        |                               |           |                               |
| BZK-005  | 中国           | MALE無人航空機         | BZK-005                       | 運用中    |                               |
| BZK-009  | 中国           | ジェット推進無人航空機 | BZK-009                       | 運用中    |                               |
| BZK-007  | 中国           | 多用途無人航空機       | BZK-007                       | 運用中    |                               |
| BZK-006  | 中国           | 戦術無人航空機         | BZK-006                       | 運用中    | 派生型を含む。                |
| BZK-008  | 中国           | 戦術無人航空機         | BZK-008                       | 運用中    |                               |
| ハーピー | イスラエル     | 徘徊自爆型無人航空機   | ハーピー1                     | 運用中    |                               |